# Llengua maçorix
El maçorix (/maso'riʃ/, també escrita maçorís i maçorí) era la llengua de la costa nord del que avui és la República Dominicana pels maçorix. Els registres espanyols només fan referència a tres idiomes a l'illa: taïno, maçorix i els veïns ciguayo. Sembla que els maçorix era semi-sedentaris i la seva presència sembla haver estat anterior als agricultors taïnos que van arribar a ocupar gran part de l'illa. Per als primers escriptors europeus, compartien similituds amb els propers ciguayos. Sembla que la seva llengua era moribunda a l'època de la conquesta espanyola, i al cap d'un segle es va extingir.

## Divisions
Alt maçorix es parlava a la costa nord-central de la Diòcesi Catòlica de Magua des de Puerto Plata fins a Nagua, i cap a l'interior a San Francisco de Macorís i més enllà. També es va distribuir a la costa sud-est d'Hispaniola al voltant de San Pedro de Macorís.
Baix maçorix es parlava a la part nord-oest de la Diòcesi Catòlica de Magua des de Monte Cristi fins a Puerto Plata, i des de la costa interior fins a la zona de Santiago de los Caballeros.

## Lèxic
Poc se sap del maçorix, a part que és una llengua diferent del taïno i el veí ciguayo. Una forma negativa, baeza [baˈesa], és l'únic element del llenguatge que es testifica directament. Baeza podria ser arawak (encara que no és taïno o iñeri), analitzable com a ba-ésa 'no-res' = 'res'. (Vegeu manao ma-esa 'no, no', paresí ma-isa 'not'. El prefix negatiu és ba- en amarakaeri que, encara que estigui relacionat amb les llengües arawak, no és prou proper per ser rellevant aquí.)

## Topònims
També hi ha alguns topònims no taïnos de la zona que Granberry i Vescelius (2004) suggereixen que poden ser waroid:
| Nom               | Paral·lel warao | Significat ne warao   |
| ----------------- | --------------- | --------------------- |
| Baho (riu)        | baho-ro         | 'sudari, dens (bosc)' |
| Bahoruco (region) | baho-ro-eku     | 'dins del bosc'       |
| Mana (riu)        | mana            | 'dos, doble'          |
| riu Haina         | ha-ina          | 'moltes xarxes'       |
| illa Saona        | sa-ona          | 'ple de ratpenats'    |

(Cf. una llista similar a la dels guanahatabey.)